# Away – Vom Finden des Glücks
Away – Vom Finden des Glücks ist ein lettischer Animations-Stummfilm, der von Gints Zilbalodis, um dessen Spielfilmdebüt es sich handelt, in Eigenarbeit erdacht, geschrieben, produziert, animiert und musikalisch untermalt wurde. Der ursprüngliche, lettische Filmtitel ist Projām (lettisch: fort, weg). Der Roadmovie, dessen Personal aus einem einzigen Jungen und einer riesigen Schattengestalt besteht, hatte 2019 Premiere bei dem Animafest Zagreb und gewann den lettischen Filmpreis Lielais Kristaps.

## Handlung
Der Film ist unterteilt in vier Kapitel mit den Titeln „Forbidden Oasis“, „Mirror Lake“, „Dream Well“ und „Cloud Harbor“ und begleitet den jungen Protagonisten, der aus einem Flugzeug über eine Wüstenlandschaft abgestürzt ist. Während er beständig von einem schwarzen Riesen verfolgt wird, der allem Leben die Energie aussaugt, findet er ein Motorrad und begibt sich damit auf den Weg zum anderen Ende der Insel, wobei er ein noch flugunfähiges Vogelküken aufnimmt, das unterwegs selbständig wird und fliegen lernt. Er passiert immer wieder Steinbögen, die auf dem Weg verteilt sind, und kommt an den unterschiedlichsten Landschaften vorbei: unter anderen Wälder, einem flachen See, einem Geysir, einer Holzbrücke, verschneite Berge und erreicht schließlich auf einer Landzunge die Kopfzone eines Wasserfalls, von der aus er den Sprung ins Meer vor einer Hafenstadt wagt.

## Produktion
Der Spielfilm Away wurde in vollständiger Eigenarbeit von dem lettischen Filmemacher Gints Zilbalodis umgesetzt, der zuvor nur Kurzfilme in verschiedenen Techniken erstellt hatte. Er hatte beschlossen, einen Spielfilm mit leicht zu animierenden Dingen zu drehen, und sagte, er habe keine andere Wahl gehabt, als ihn alleine zu machen; alles selbst auszuprobieren sei ein guter Weg gewesen, das Filmemachen zu lernen. Um eine Förderung zu erhalten, entschied er, den Film in Kapitel zu teilen, sodass er ihn als vier Kurzfilme bewarb. Dies soll auch den Übergang zum Spielfilm vereinfacht haben. Zilbalodis sagte: „Ich versuchte jedes Kapitel so zu strukturieren, dass es für sich allein stehen könne. Jedes Kapitel hat seinen Anfang, Mitte und Ende.“
Finanziert wurde der Film durch eine staatliche Förderung mit einem kleinen Budget, dessen Einschränkungen er in der Geschichte berücksichtigte, etwa indem der Film ohne Dialog auskommt. Die Produktion des Films dauerte ungefähr dreieinhalb Jahre. Inspiriert war er unter anderem von Filmen mit einfacher Erzählung wie Der General und Videospielen wie Journey und Shadow of the Colossus. Vor Produktionsbeginn hatte er kein vollständiges Drehbuch angefertigt; Zilbalodis sagte: „Ich habe einfach angefangen, ohne Storyboards, und ein bisschen herumexperimentiert. Das war wie in einem Dokumentarfilm, wo du ganz viel Material drehst, aus dem du dir am Ende deinen Film bastelst. Die Geschichte entwickelte sich unterwegs, war also eher spontan und improvisiert.“
Der Film ist 3D-computeranimiert, wodurch Zilbalodis beispielsweise Tiere auf der Insel leicht vervielfältigen konnte. Die Animationen sind minimalistisch gehalten: die Landschaftsobjekte haben wenig Details, Tiere und der Körper des Jungen bestehen aus großflächig einfarbigen Formen, seine Mimik ist nur angedeutet. Mit der 3D-Software wurde auch die Kamerabewegung durch verschiedene Perspektiven derselben Animation improvisiert. Ohne Dialog sei die Kamera ein wichtiges Werkzeug geworden, um das auszudrücken, was sonst über Dialog erzählt wird. Den Ton hat Zilbalodis zum Großteil aus Online-Bibliotheken entnommen, aber einiges auch selbst aufgenommen. Er sollte minimalistisch sein und ruhige Momente mit tempogeladenen kontrastieren. Zilbalodis verlor einige Dateien des ersten Kapitels und musste dieses ein zweites Mal von Grund auf erstellen.
Auch die (Be)deutung des schwarzen Riesen, in dem viele Rezipienten eine Metapher für den Tod sehen, bezieht Zilbalodis auf den Produktionsprozess: „Als ich diesen Film ganz allein machte, hatte ich diesen ganzen Druck ihn fertigzustellen. Da war immer etwas – Zweifel, Sorgen und negative Emotionen, die mich verfolgten, als ich versuchte das Ziel zu erreichen, den Film abzuschließen.“

## Veröffentlichung
Im Juni 2019 hatte der Film seine Weltpremiere bei dem Animafest in Zagreb im Wettbewerb für Spielfilme und wurde bei dem französischen Festival d’Animation Annecy gezeigt, wo er den ersten Contrechamp-Preis gewann. Weitere Filmvorführungen folgten etwa in Shanghai, Straßburg und Riga sowie beim Tokyo International Film Festival und dem London International Animation Festival.
In Lettland und den Vereinigten Staaten erschien er im November 2019 und in Deutschland im März 2020 in den Kinos.

## Rezeption
Away wird in der Rezeption mit den Werken von Hayao Miyazaki und Terrence Malick verglichen sowie dem französisch-belgischen Animationsfilm Die rote Schildkröte, der ebenfalls mit wenig Personal auf einer Insel spielt. Gelobt werden die Animation und der Sound, während der Handlung Schwächen attestiert werden. Außerdem zeigt man sich beeindruckt, dass Zilbalodis den Film vollständig in Eigenarbeit hergestellt hat.
Darüber hinaus stellt Peter Dubrege für die Variety Aspekte heraus, aufgrund denen der Film sich wie eine Virtual-Reality-Experience oder ein altes Videospiele anfühle, und Ekkehard Knörer für den Perlentaucher erinnert der Plot an ein Point-and-Click-Adventure sowie die Inszenierung der Landschaften an künstliche Welten: „Erstaunlicherweise aber fügt sich das, die Animation, der Plot, die Räume und Landschaften, die ihr Rätsel bewahren, wie von selbst zu einer geschlossenen Welt. […] Das Ergebnis ist märchenhaft leicht, noch das Bedrohliche wirkt mild und entrückt.“
Jordan Mintzer für den Hollywood Reporter befindet, in dem wunderschön gefertigten minimalistischen Abenteuer benutze Zilbalodis die 3D-Animation, um die Kraft der natürlichen Wunder und ihre Wirkung auf den jungen Mann herauszustellen, und kreiere Fälle purer animierter Wonne. Auf den Zuschauer habe er eine meditative Wirkung, etwa durch den Soundtrack durchdringender Intensität; auch die „Ästhetik trägt zu der seltsamen und fesselnden Kraft des Films bei, die eine hypnotisierende Atmosphäre erzeugt, der in ihren besten Momenten gelingt uns wegzuzaubern.“
In einer weiteren deutschsprachigen Rezension schreibt Kathrin Hoffman für epd Film: „Der eher orchestral klingende Score wechselt mit Naturgeräuschen und totaler Stille ab, eine Komposition, die sich den Bildern perfekt andient und ihren Minimalismus unterstreicht. Da wir ohne Dialoge auskommen müssen, schenken wir dem Gezwitscher der Vögel und dem Rauschen des Windes ganz besondere Aufmerksamkeit, und die Gedanken des Fliehenden können wir nur aus dessen Mimik lesen, die vor allem von seinen großen Augen dominiert wird. Nase und Mund sind lediglich angedeutet, so dass mit der Reduktion auf das Wesentliche dem Regisseur eine vollkommene Charakterstudie gelingt.“

## Auszeichnungen/Nominierungen
Bei dem Lettischen Nationalen Filmfestival 2019 wurde der Film mit dem Lielais Kristaps, dem höchsten lettischen Filmpreis, als Bester Animationsfilm ausgezeichnet. Die Jury hob mit der Verleihung „die einzigartige Welt der visuellen und hörbaren Fantasie des Films[ ...,] die der Autor selbstbewusst allein geschaffen hat“ hervor. Beim Strasbourg European Fantastic Film Festival 2019 erhielt der Film gemeinsam mit Ich habe meinen Körper verloren den Goldenen Storch als Beste Animationsspielfilme.
Bei den 47. Annie Awards, die 2020 vergeben wurden, war er für Herausragende Musik bei einem Animationsspielfilm nominiert. Für die Oscarverleihung 2020 wurde der Film in das Rennen um den Besten Animationsspielfilm eingereicht, aber erhielt keine Nominierung.